# Луйга, Олаф
Олаф Луйга (эст. Olaf Luiga, 23 августа 1908 — 5 июля 1939) — эстонский борец греко-римского стиля, призёр чемпионата Европы.

## Биография
Родился в 1908 году в Омске. В 1933 году стал бронзовым призёром чемпионата Европы.